# ワールド牧場
ワールド牧場（ワールドぼくじょう）は大阪府南河内郡河南町にある、動物たちとのふれあいがメインのテーマパーク・動物園である。コンセプトは「人と自然と動物たちとの心のふれあい」。運営は有限会社ワールド牧場。

## 概要
1989年4月22日に開園した動物たちとのふれあい体験型テーマパーク。当初は山の形をそのまま利用したアップダウンの激しい地形だったが、2016年3月19日に山頂部へ移転すると共に大規模なリニューアルがなされてフラットで歩き回りやすい敷地に生まれ変わり、動物の種類も大幅に増えた。
多くの動物（約140種類約1,500頭羽(流動的数値)）が暮らしている大型施設で、ヤギ・ヒツジなどの放牧場、イルカ・クジラのふれあいプール・曳きウマコース、イヌ・ネコふれあい館、猛禽ふれあい館、小動物ふれあい館がある。
動物たちとの触れ合いや展示を楽しむだけでなく、野外バーベキュー場をはじめ、カレーやうどん・ラーメンなどの軽食に加え牧場ならではのおいしいソフトクリームを食べることができる飲食施設を備えており、また、ドッグラン、フィールドアスレチック、ジャブジャブ広場、金魚すくい、和金釣り、バッテリーカーなどでも遊ぶことができる。
園内で見られる動物として、珍しいものでは北海道のばんえい競馬でよく利用される世界最大級のウマ「ペルシュロン」や、世界最大種のウサギ「フレミッシュ・ジャイアント」、世界最小のアヒル「コールダック」、世界最大級の体高のイヌ「アイリッシュ・ウルフハウンド」などがいる。園内のほとんどの動物はふれあうことができ、購入できる個体もいる。
飼い主が飼えなくなった動物を引き取ったり、動物たちの里親探しも積極的に行われている。また、食品の廃棄物（キャベツの外葉や芯、梅酒の残り粕・乳酸発酵させた牧草など）を利用した動物たちのエコフィード（食品残渣飼料）を積極的に取り入れている。
園内からは西側に大阪平野や六甲山が広く見え、見晴らしが良い時は明石海峡大橋まで見渡す事ができる。
牧場の他にも敷地内には天然温泉一乃湯、宿泊施設 ワールドヴィレッジ、スーパーマーケット グルメの丘、カフェレストラン＆回転寿司 さくら、ワールドペット霊園があるほか、隣接するゴルフ場 ワールドカントリーゴルフクラブと一体となって、大阪府南東部で有数のレジャースポットとなっている。

### 施設概要
- ワールド牧場
  - 緑の放牧ふれあい広場（動物とのふれあいやエサやりが自由に楽しめる体験）
  - 曳きウマコース（スタッフが曳くウマに乗ってトラックを1周する体験）
  - イルカ・クジラのふれあいプール
  - ウシの乳搾り体験
  - イヌ・ネコふれあい館
  - 小動物ふれあい館
  - 猛禽ふれあい館
  - 動物のおやつ販売所
  - ヤギやヒツジのお散歩体験
  - 縁日コーナー（金魚すくいや錦鯉釣り他）
  - フィールドアスレチック
  - ドッグラン
  - バッテリーカー
  - フードコートミルキー（バーベキューやビーフカレー・うどん・ラーメン・ソフトクリーム等の飲食店）
  - 野外バーベキュー場
- ワールド牧場 グルメの丘
  - スーパーマーケット&売店
  - カフェレストラン&回転寿司 さくら
  - おまつり広場（多目的ホール - ライブ・演劇・展示会やイベント）
- ワールドヴィレッジ（宿泊施設）
  - カナディアンログハウス（5棟）、アメリカンコテージ（7棟）、プチコテージ（3棟）、ロッジ（6棟）
  - 天然温泉一乃湯（泉質:ナトリウム-炭酸水素源泉〈低張性弱アルカリ性低温泉〉）
  - ひのき風呂
  - レストハウス

#### かつてあった施設
- バンジージャンプ - 高さ20 m
- イルカドーム - イルカとのふれあい体験
- アーチェリー
- 無限プレイングカート
- オフロード四輪バギー
- パターゴルフ
- わくわくドーム
  - イルミネーション - 約30万球のLED球、蓄光石の通路
  - 多目的ホール - ライブ・演劇・展示会やイベント
- 河内音頭ドーム
- 重素原古墳 - ガーデンフードコーナー内に存在

### マスコットキャラクター
ワールド牧場のマスコットキャラクターはウマのギャロップくん、ウサギのプリンちゃん、ウシのミルモくん、イヌのハックルくん、ブタのピンキーちゃん、カラスのクロウくん、イルカのタッチくん、全部で7体である。キャラクターの総称は『ワールドキャラクターズ』で、パンフレットやお土産などに掲載されている。公式HPなど実際に掲載されているキャラクターは6体である。

## 不祥事
- 2019年3月、大麻取締法違反（営利目的栽培）容疑などで、代表取締役だった海原秀展らが逮捕された。近畿厚生局麻薬取締部によると、海原は指示役とみられ、2012年ごろから倉庫を借りて大麻草を栽培し、収穫した大麻を加工して密売しており、末端価格で約５億３千万円相当の大麻草や乾燥大麻を押収したという[2]。

## アクセス
- 近鉄長野線富田林駅南口から4市町村コミバス（近鉄バス）で「さくら坂1丁目」バス停下車、徒歩10分。

## その他関連事業
- 動物の販売を[3]。
- 動物の引き取りおよび里親募集[4]。
- ペット霊園の経営[5]。
- 一体経営のゴルフ場（「ワールドカントリーGC」）が隣接しており、宿泊施設を共用している。